# 薄茶器
薄茶器（うすちゃき）は、茶器の一種。特に濃茶を入れる陶器製の茶入を濃茶器と呼ぶことに対して、薄茶を入れるのに用いる容器を指す。通常は木製漆塗りの蓋物容器であるが、棗がこの薄茶器の総称として用いられる場合も多い。
ただし、これらの木製茶器を薄茶器に用いる習慣は、あくまで江戸時代になって濃茶と薄茶を別の容器に入れるようになってからのものである。これは「名物」の多い茶入に対して木製茶器が低く置かれたからであると思われるが、本来は茶入と同様に用いられていたという事実は注意を要する。

## 主な種類
- 頭切（ズンギリ）
- 薬籠（ヤロウ）
- 茶桶（サツウ）
- 金輪寺（キンリンジ）
- 中次（ナカツギ）
- 雪吹（フブキ）
- 棗（ナツメ）

## 歴史
棗の登場以前にも、「頭切」「薬籠」「茶桶」といった木製の茶器は存在しており、棗に先行して『茶会記』に登場している。特に後醍醐天皇の創案という伝説を持つ「金輪寺」は、茶会では薄器の中でも挌が高いものとして扱われる。
棗は村田珠光に塗師の羽田五郎が納めたものが最初とされるが、研究者からは疑問視されている。藤田美術館他に羽田五郎作の伝来を持つ古様の棗が数点現存しているものの、史料による裏付を持たないためである。確実な記録としては、『天王寺屋茶会記』の永禄7年（1564年）8月20日の津田宗達の茶会で用いられたのが初例であり、珠光の時代よりも随分と下っている。
安土桃山時代頃までは現在の濃茶と薄茶という区別は明確ではなく、こうした木製の茶器も当初は濃茶を点てるために使われていた（茶器に残った茶を飲むために薄茶が発生したと考えられている）。